# ذهب غرواني

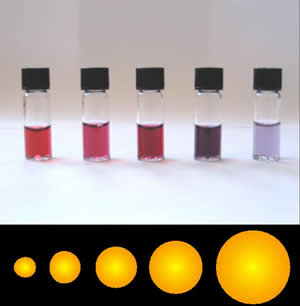
معلقات جسيمات الذهب النانوية بألوان مختلفة؛ حيث أن اختلاف قطر الجسيمات يعطي اختلافاً باللون.

الذهب الغرواني (ملاحظة 1)) هو مستعلق غرواني لجسيمات نانوية من الذهب في سائل، غالباً من الماء.
تعتمد خواص جسيمات الذهب الغرواني النانوية، وبالتالي التطبيقات المحتملة، على حجم الجسيمات وشكلها. فعلى سبيل المثال يعتمد لون مستعلق جسيمات الذهب على قطر الجسيمات؛ إذ أن اختلاف قياس الجسيمات (نصف قطرها) يعطي ألواناً مختلفة؛ فاللون الأحمر هو السائد إذا كان قطر الجسيمات أقل من 100 نانومتر، في حين إذا كانت أكبر من ذلك يكون لون المستعلق الغرواني بين الأزرق والأرجواني. وفي مثال آخر، فإن جسيمات الذهب الغرواني التي تشبه العصي يكون لها قمم امتصاص كهرومغناطيسي طولية وعرضية، ويؤدي تباين الخواص هذا إلى التأثير على التجميع الذاتي للجسيمات النانوية.
نظراً للخواص البصرية والإلكترونية المتميزة وكذلك خواص التعرف الجزيئي للذهب الغرواني فإن جسيمات الذهب النانوية ذات أهمية بالنسبة لمواضيع الأبحاث العلمية بسبب تطبيقات مستقبلية محتملة، وخاصة في مجال المجهر الإلكتروني وتقنية النانو والصناعات الإلكترونية وعلم المواد.

## لمحة تاريخية
استخدم الذهب منذ العصور القديمة كطريقة لتلوين الزجاج الغرواني، واستخدم الذهب في كأس ليكرجوس في القرن الرابع، والذي يتغير لونه اعتمادًا على موقع مصدر الضوء.
خلال العصور الوسطى، اشتهر الذهب القابل للذوبان، وهو محلول يحتوي على ملح الذهب، بخصائصه العلاجية لعدة أمراض. ففي عام 1618، نشر فرانسيس أنتوني، فيلسوف وطبيب، كتابًا بعنوان:
Panacea Aurea ، sive tractatus duo de ipsius Auro Potabili
(لاتينية: جرعة الذهب، أو علاج من الذهب الصالح للشرب). يقدم الكتاب معلومات عن تكوين الذهب الغروي واستخداماته الطبية. بعد حوالي نصف قرن، نشر عالم النبات الإنجليزي نيكولاس كولبيبر كتابًا في عام 1656 بعنوان «أطروحة أوروم بوتابيلي»، يناقش فيها الاستخدامات الطبية للذهب الغروي.
في عام 1676، نشر الكيميائي الألماني يوهان كونكل كتابًا عن صناعة الزجاج المعشق. افترض كونكل أن اللون الوردي لأوروم بوتابيل جاء من جزيئات صغيرة من الذهب المعدني، غير مرئية للعين البشرية. وفي عام 1842، اخترع جون هيرشل عملية تصوير فوتوغرافي تسمى الكريسوتايب (من اليونانية χρῡσός التي تعني «الذهب») تستخدم الذهب الغروي لتسجيل الصور على الورق.
إلا أن التقييم العلمي الحديث للذهب الغرواني لم يبدأ إلا في سنة 1856، حينما اكتشف فاراداي عن طريق الخطأ محلول ياقوتي أحمر أثناء تركيب قطع من أوراق الذهب على شرائح ميكروسكوبية. ولأنه كان مهتمًا بخصائص الضوء والمادة، فقد قام فاراداي بالتحقيق في الخصائص البصرية للذهب الغرواني. وقام بعد سنة من ذلك بتحضير أول عينة نقية من الذهب الغروي، وسماها «الذهب النشط». وقد استخدم الفوسفور لتخفيف محلول كلوريد الذهب. أدرك فاراداي كما لاحظ أن اللون يرجع في الواقع إلى الحجم المصغر لجزيئات الذهب. لاحظ خصائص تشتت الضوء لجسيمات الذهب الدقيقة المعلقة، والتي تسمى الآن تأثير فاراداي-تيندال

## الخصائص الفيزيائية

### خصائص بصرية
استخدم الفنانون الذهب الغرواني لعدة قرون بسبب تفاعل الجسيمات النانوية مع الضوء المرئي.فجزيئات الذهب النانوية تمتص الضوء وتبعثره مما ينتج عنه ألوان تتراوح من الأحمر إلى الأزرق إلى الأسود وأخيراً إلى الشفاف عديم اللون، اعتمادًا على حجم الجسيمات وشكلها ومعامل الانكسار المحلي وحالة التجميع. تحدث هذه الألوان بسبب ظاهرة تسمى رنين البلازمون السطحي الموضعي (LSPR)، حيث تدخل الإلكترونات الموصلة المتذبذبة على سطح الجسيمات النانوية في رنين مع الضوء الساقط.

### تأثير تعديل الحجم
كقاعدة عامة، يزداد الطول الموجي للضوء الممتص كدالة لزيادة حجم الجسيمات النانوية. على سبيل المثال، الجسيمات النانوية الذهبية الكروية الزائفة بأقطار ~ 30 نانومتر لها ذروة امتصاص LSPR عند حوالي 530 نانومتر.

### تأثير تحرير معامل الانكسار المحلي
يمكن أيضًا أن تحدث التغييرات في اللون الظاهر لمحلول الجسيمات النانوية الذهبية بسبب البيئة التي يتم فيها تعليق الذهب الغراوي (المحلول) إذ تعتمد الخصائص البصرية لجسيمات الذهب النانوية على معامل الانكسار بالقرب من سطح الجسيمات النانوية، وبالتالي فإن كلا من الجزيئات و / أو مذيب الجسيمات النانوية يؤثر على السمات البصرية المرصودة. مع زيادة معامل الانكسار بالقرب من سطح الذهب، سيتحول NP LSPR إلى أطوال موجية أطول بالإضافة إلى بيئة المذيبات، يمكن ضبط ذروة الانطفاء عن طريق طلاء الجسيمات النانوية بقشرة غير موصلة كالسيليكا أو الجزيئات الحيوية أو أكسيد الألومنيوم.

### تأثير التجميع
عندما تتجمع جزيئات الذهب النانوية، تتغير الخصائص البصرية للجسيم، لأن حجم الجسيمات الفعال وشكلها وبيئة العزل الكهربائي كلها تتغير.

## هوامش
- ملاحظة 1) الذهب الغرواني (أو الذهب الغروي) ترجمة لمصطلح Colloidal gold.[7]